# U-973
U-973 – niemiecki okręt podwodny (U-Boot) typu VII C z okresu II wojny światowej. Okręt wszedł do służby w 1943 roku. Jedynym dowódcą był Oblt. Klaus Paepenmöller. 

## Historia
Wcielony do 5. Flotylli U-Bootów celem szkolenia załogi, odbył dwa patrole bojowe, podczas których nie zatopił żadnej jednostki przeciwnika.
U-973 został zatopiony 6 marca 1944 roku na Morzu Norweskim na północny zachód od Narwiku rakietami wystrzelonymi przez samolot Fairey Swordfish z lotniskowca eskortowego HMS „Chaser”. Zginęło 51 członków załogi U-Boota, dwóch zostało uratowanych przez niszczyciel HMS „Boadicea”. Rozbitkowie zeznali później, że atak Swordfisha nie spotkał się z odporem, ponieważ obsługa artylerii przeciwlotniczej odmówiła wykonywania obowiązków.